# ミニー・ヴォートリン
ウィルヘルミナ（ミニー）・ヴォートリン（1886年9月27日 - 1941年5月14日）は、アメリカ人の宣教師。1919年より中国・南京の金陵女子大学で教師・教務主任を務めた。1937年、日中戦争初期の南京攻略戦の際に南京安全区の設営に関わり、同区内にあった金陵女子文理学院で多数の女性や子供の難民を保護した。第二次上海事変が始まる直前の1937年8月12日から1940年4月14日まで、南京での様子を日記に残している。

## 略歴
1886年、アメリカ・イリノイ州シカールに生まれる。父は鍛冶屋を営み、わずかな農地を耕して生活を維持する貧しい家庭だった。6歳の時に母親が急逝し、母親がわりに家事をこなし、畑仕事を手伝い、弟の世話をした。高等学校卒業後、教員養成学校であったイリノイ州立短期大学に進学。学費と生活費を稼ぐために学業を中断しながらも同大学を卒業し、中学校の教師となった。数年後にイリノイ大学教育学部に入学。26歳で同校を卒業した。
大学時代にキリスト教の海外伝道活動に強い関心を持つようになり、大学卒業と同時に連合キリスト教伝道団に加入、1912年に中国安徽省の合肥に派遣された。合肥ではキリスト教女子中学校を創設し、中国での女子教育と伝道の半生を開始した。
1918年、休暇制度により帰米。コロンビア大学大学院に入学し、1年後に教育学修士の学位を取得した。1919年、金陵女子大学の初代学長ローレンス・サーストンの熱心な招聘により、南京に赴任し、同大学の教師・教務主任となった。
金陵女子大学(1930年に金陵女子文理学院に改称）では初代学長サーストンと第2代学長呉貽芳を実務面で支えて教科教育、学校運営に携わった。また、貧困層の児童に無償で基礎教育を受けさせ、貧困家庭の女性に手工芸品作りや育児・家庭衛生の知識を教え、大学内に診療所を開設して貧しい住民を無償で治療するなど、社会教育の実践に力を入れた。ヴォートリンは中国名を英語音に近い「華群」と名乗り、住民からは「華小姐」（ファー・シャオジエ）と呼ばれて慕われた。
1937年7月に日中戦争が始まると、8月以降の日本軍による南京空襲を受けて同学院は学生・教員を他の都市のミッションスクールに緊急編入させて教育活動を継続。ヴォートリンら若干名の教職員・理事は南京に残り、同年12月の南京攻城戦に際して南京安全区内にあった同学院のキャンパスを難民収容施設として開放し、主に女性や子供の避難民を受け入れた。南京攻城戦後の南京事件では、キャンパスを訪れて掠奪をしたり、学校関係者や女性難民を連行・強姦しようとした日本兵グループを追い払い、日本大使館に被害状況を伝えて警備のため憲兵を派遣してもらうなど、避難民の保護に奔走した。
1938年5月末に安全区と難民収容所が廃止された後も、身寄りを無くした女性難民の保護を続け、その自立支援のための教育活動を行った。また女性住民から日本軍に連行され行方不明となった男性住民の捜索の相談を受けて状況を調査し、日本大使館に捜索を依頼、元兵士として刑務所に収容されていた住民の釈放運動を行うなど、事後の救済活動に携わった。
しかしこの頃から女性難民の社会教育に充てる学校経費の調達や、日本の軍政当局からの教育内容や教科書の使用に関する要求に悩み、また日本軍が次々と中国と中国の大都市を爆撃・破壊し、戦火を拡大していくニュースに接し、南京事件の体験を思い出して抑鬱症状を悪化させ、1940年5月に精神治療の為に米国に帰国。その後、精神療養施設での療養生活、病状回復と自殺未遂を繰り返し、1941年5月14日、インディアナポリスの連合キリスト教伝道団の秘書のアパートの台所でガス自殺を図り、55歳で死去した。

## ヴォートリンの日記
ヴォートリンの日記は、第二次上海事変が始まる直前の1937年8月12日から、米国の連合キリスト教伝道団関係者と金陵女学院の理事会・後援会のメンバーにあてた報告書としての性格をもって書き始められ、抑鬱症状が悪化し断筆する1940年4月14日まで、A4判用紙にタイプされた日記は全部で526頁となっている。
日本語抄訳版「南京事件の日々」では、1937年12月1日から1938年3月31日までの日記が全訳されており、1937年11月30日以前と1938年4月以降の日記は笠原による解説を含むダイジェスト版となっている。

### 日記の内容

#### 日中戦争開戦と南京空襲
1937年7月に盧溝橋事件が起きると、南京は抗日戦争の準備で騒然となった。金陵女学院の校務指導を任されていたヴォートリンは、校内に生徒が避難するための地下室や防空壕を用意するなど、空襲への備えを進めた。同年8月13日には第二次上海事変がはじまり、15日から日本海軍航空隊による 南京への空爆が開始された。米国大使館は在南京の米国人に南京から退避するよう通達したが、ヴォートリンは、金陵女学院や隣保学校、近隣住民との過去があり、女性である自分は危機にある子供を見捨ててはいけない、として、南京市内に残留することを決意した。その後も日本軍による空襲は続いたため、9月の新学期から金陵女学院の学生を上海・武昌・成都など比較的安全な他の都市のミッションスクールに緊急編入させることになった。学生の引率・指導のため教職員も南京からそれぞれの任地へ赴任していき、金陵女学院にはヴォートリンと若干の教職員・理事のみが残ることになった。
1937年9月19日以降、日本軍による空爆は激しさを増したが、ヴォートリンは空襲の合間を縫って南京に残された貧困層の児童を対象に隣保小学校の授業を続けた。同月下旬から10月にかけて、上海戦域から鉄道で南京に送られてくる負傷兵の数、南京に流入する難民の数が増えていった。上海戦線の悲惨な様子が伝えられ、中国軍の退却、撤退のニュースが伝えられるようになった。一方で、日本軍による南京への空爆は続き、市内の公共施設が爆撃を受け、難民に死傷者が出るなどの被害も発生、市外へ避難する住民も増えて、市街地は「死んだ街」のようになっていった。
1937年11月になると中国軍は総崩れとなって上海から撤退し、日本軍の南京への侵攻は時間の問題となった。同月20日に蒋介石国民政府は首都を南京から重慶に移すことを正式に宣布、前後して政府の中央諸機関や政府関係者は次の暫定首都である武漢へと移転していった。同月16日に中国軍5万が南京に到着し、20日唐生智が南京防衛軍司令長官に任命され、防衛戦の準備にあたった。
この頃、最終的に南京に止まった米国人の宣教師、大学講師らの間で難民区を設定する計画が急速に進展し、1937年11月17日に主要メンバーが集まって南京安全区国際委員会の結成を決定、同月22日に声明を発表して日本・中国の当局に同区を承認するよう通告、両当局から承認の回答を受けた。金陵女学院や付近の金陵大学などを含む南京城内の西北部に難民区が設営されることとなり、金陵女学院を難民収容所として開放することが決まって、ヴォートリンらは難民区設営の準備に追われた。

#### 南京攻略戦と南京事件
金陵女学院では1937年12月8日から女性や子供を中心とする避難民の受け入れを開始。当初は中国軍の作戦行動で自宅を焼損・破壊された住民が避難し、日本軍の南京城攻撃が始まると激しい空襲と砲撃をおそれて避難民は増加し1,000人近くに達した。13日未明に中国軍が敗走し、日本軍が南京を制圧すると、空襲や砲撃は止んだが、日本兵による掠奪や住民への暴行・強姦の被害が報告されるようになり、ヴォートリンは女性や子供の難民を施設の容量にかかわらず無制限に受け入れるようにした。強姦被害をおそれる若い女性を中心に金陵女学院の避難民はその後毎日増え続け、同月21日にヴォートリンはキャンパス内に6-7千人かそれ以上の避難民がいるのではないか、と推測している。
また安全区内にあった金陵女学院にも12月13日以降毎日次々に日本兵のグループがやってきて、掠奪を行ったり、中国人の使用人や女性を連行しようとしたため、ヴォートリンは報告を受けるたびにその場に駆け付けて日本兵を退去させるために奔走した。この間に日記に記された主な出来事は下記のとおり。
- 16日には金陵女学院に対する公式の査察（中国兵狩り）が行われ、ヴォートリンは100人超の日本兵がやってきて部屋を調べて回るのを案内し、日本兵が中国人の使用人の腕をつかんで兵士として連行しようとするのを引き止めた。
- 同日 日本兵のグループがやってきて中国人の使用人を連行しようとするのを引き止めた。彼らは他の男性4人を縄でつないでキャンパス西の丘へ行き、そしてそこから銃声が聞こえた。
- 同日 丘や街路から時折銃声が聞こえ、夜、少女たちがトラックに載せられて「助けて」と叫びながら通りすぎていくのを目にした。
- 17日夜 キャンパスに大勢の日本兵がやってきて中国人の使用人を正門付近へ連行し、尋問を装ってヴォートリンら学院の責任者を拘束している間に、通用門から女性12人が連行される、という事件を体験した。日本兵が校舎に入るのを阻止しようとした際にヴォートリン自身も殴られ、また尋問に際して銃撃の恐怖にさらされた。
- 18日 米国大使館を介して日本大使館を訪れ、自分たちの困難な体験や17日夜の事件について報告し、兵士を追い払うための書面を書いてもらった。キャンパスを警備するための憲兵が派遣されるようになった。
- 19日 教職員宿舎内で少女が強姦されている現場に駆け付け、兵士を追い払うという「ぞっとする話」を体験をした。
- 20日 日本軍の高級将校らが視察に訪れている最中に日本兵2人が女性を連行しようとしたのを引き止めたが、将校は兵士を叱責しただけで放免した。
- 同日夜 昼間の視察の影響もあってか憲兵が25名も派遣されてきた。その憲兵が女性2人を強姦する事件が起きた。
- 21日 前日夜の事件を受け、日本大使館へ行って、憲兵の数を減らしてもらうよう要請した。大使館へ往復する途中、中国人の使用人の父親が殺されたと聞いていたのを確認しに行き道路の中央に倒れている遺体を発見して遺体の場所を移し、ジェンキン氏宅を見回りに行って宅内が掠奪を蒙り使用人が車庫で射殺されているのを発見した。
- 24日には日本軍の師団の高級軍事顧問が訪れて避難民1万人の中から売春婦100人を選別することを要求し、兵士が利用するための正規の認可慰安所を開設することができれば、強姦事件はなくなるだろうと説明し、21人を選別していった。

同月22日頃には警備のため派遣されてくる憲兵との接し方や警備方法が安定したため夜間平穏に過ごせるようになり、城内の兵士の数が減ったために日中に金陵女学院にやってくる日本兵グループの数は少なくなった。
1937年末から、住民の中から中国軍の元兵士を選別するための住民登録が行われ、その過程で元兵士とされた多くの男性住民が連行され、行方不明となった。ヴォートリンは、夫や息子を救ってほしいとの相談をその妻や母親ら多くの女性から受けて、日本軍の南京占領当初からその後の住民登録の過程で日本軍に連行されて行方不明になっている住民についての申し出ベースのデータをまとめ、2月初に行方不明者の資料を日本大使館に提出した。一方で、日本軍政当局からは早期に避難民を帰宅させ、避難所を閉鎖するよう度々促され、帰宅した避難民の強姦被害が相次いで報告されている状況を懸念しながら、避難所を縮小していくことになった。

#### 南京安全区解消まで
1938年4月には、模範刑務所に元兵士の嫌疑をかけられた多くの民間人が入獄しているという情報を得て、収容されている民間人の釈放を求める嘆願書を作成し、多くの女性が嘆願書に署名した。模範刑務所に勤務している日本兵を通じて入獄者の名簿と南京市政府公署の顧問を務める許伝音博士を通じて提出することにした。嘆願書に署名するために、一日に数百人の割合で夫や息子が拉致された女性が金陵女学院を訪問し、ヴォートリンに彼女たちの身に起きた悲劇について語った。釈放の嘆願書への署名者は同月9日には千名に達したが、模範刑務所の囚人としての目撃情報があったのは10名程度に過ぎなかった。
ヴォートリンは、模範刑務所に囚われている民間人を釈放させるため、ドイツ大使館のローゼン書記官に日本大使館への働きかけを要請し、許伝音博士には上海の日本軍上級機関に請願書を送付してもらい、南京市政公署の仕事をしている中国人に同公署の幹部の協力を依頼する手紙を書いたりした。日曜の礼拝に参加していた或るクリスチャンの日本兵が模範刑務所の警備の任務につくことになったため、入獄者の名簿と嘆願書にある男性の名前を照合して、一致する何人かの名前を教えてもらった。ヴォートリンは、その夫人を連れて刑務所に面会に行こうと考えた。
この頃、日本軍の南京攻略を前に周辺の農村に避難していた女性たちが城内に戻ってくるようになった。しかし自宅が破壊されたり焼失している人がほとんどで、金陵女学院の難民キャンプに収容を求めてきた。南京国際救済委員会は既に5月13日をもって安全区の難民キャンプを撤去することを決定し、新たな難民を受け入れない申し合わせをしていたため、救済を求めてやってくる女性の受け入れを断らなくてはならず、ヴォートリンは立ち去る女性たちの姿に胸を締めつけられた。若い女性にはなお日本兵に凌辱される危険があるため、希望があれば受け入れようとも考えていた。
春になり、南京城の内外に散乱する死体の腐乱が激しく、病気の流行の原因ともなりかねなかったため、慈善団体を動員しての埋葬作業が急ピッチで進められた。ヴォートリンは、死体の埋葬にあたった紅卍会から埋葬数についての情報を得て、その記録を残した（内訳となる民間人の死者数や、集計の範囲についても言及している）。また農村地域に避難していた金陵大学の馬文煥博士が訪ねてきて、避難先で強姦、殺害、放火、掠奪のすべてが行われ、地方の警官が逃げた後は匪賊に苦しめられたことをきいた。また長江河岸に沿って膨大な数の死体が埋葬されずに放置されており、多くの死体が長江を漂って流れていたことをきいた。
5月になると、南京の中国人にも比較的離れた地方との往来が可能になり、それにともなって、南京周辺地域で発生していた悲惨な被害の様相がヴォートリンにも伝えられるようになった。また、この頃になると、日本軍の南京占領以前に家族のうち婦女子だけで近郊農村に避難して行った人たちが大勢南京に戻ってくるようになったが、一家を支えていた男性が殺害されていたり行方不明になったりして、生活に困窮する場合もあった。
5月になっても日本兵の蛮行は相変わらず続いていた。2日の夕方、金陵女学院の門からそれほど遠くない場所で、一人の若い女性が日本兵に拉致された。その場所はヴォートリンがちょうど15分ほど前に通ったばかりだったので、彼女は残念でならなかった。9日の夜10時ごろ、三牌楼に住んでいた劉おばさん（50歳）の家に2人の兵士がやってきて、家のなかに2人の嫁がいるのを見つけて、なかに入れろと激しくドアをたたいた。劉おばさんが拒絶し、憲兵を呼びに行こうと外に出たところを、兵士たちは彼女の顔を銃剣で斬りつけ、さらに胸部を刺して逃亡した。重傷を負った劉おばさんはまもなくして死亡した。
6月3日には、釈放嘆願書を受けて模範刑務所に囚われていた民間人のうち30名が釈放され、家族のもとへ帰って行った。釈放嘆願署名活動の成功を喜びつつも、嘆願書に署名しながら夫や息子が戻らなかった圧倒的多数の女性の失望を考え、ヴォートリンの気持ちは複雑だった。5月31日の安全区撤廃の日が近づくと、ヴォートリンらはその対応を迫られた。最高時は26ヵ所の難民収容施設に約7万人が収容されていたが、この頃には6ヵ所、約7千人に減少していた。金陵女学院には1千人余が残っていたが、30・31日に約300人の難民が施設を離れていった。難民収容所と粥場は31日をもって閉鎖された。30日から6月1日にかけて、難民収容所のスタッフの「感謝パーティ」や、国際救済委員会主催の式典が行われた。他方で、家族を失ったり、家を失ったりして自活が困難な若い女性約800人は、国際救済委員会から生活費の支給を受けて、金陵女学院で引き続き保護することになった。終わる見通しのない戦争と、その犠牲者の悲劇に毎日直面していたことから、ヴォートリンの日記にはこの頃から疲れと悲観に沈む抑鬱心理が記述されるようになる。

#### その後のヴォートリン
1938年夏 安全区撤廃後も金陵女学院に保護した若い女性難民800人余を対象に夏期学校を開き、身寄りをなくした女性が自活していくための識字教育や職業技術・家政教育、衛生看護教育を開始。同年9月 金陵女学院に正式な家庭工芸クラスと中学実験クラスを開設し、広く南京市内の貧困家庭の女性にも開放した。ヴォートリンは、女性難民からは学費を徴収できなかったため学校経費の調達に悩み、また日本の軍政当局から傀儡政府（中華民国維新政府）の学校制度に従うことや同政府の発行する教科書を使用することを要求されて悩んだ。また日本軍が次々と中国と中国の大都市を爆撃・破壊し、戦火を拡大していくニュースに接して傷つき、中国で実現しようとしていた夢を破壊されたように感じ、南京事件の体験を思い出してトラウマを悪化させていった。
1939年3月末、家庭工芸クラスの半年の教育課程が終了すると、ヴォートリンは1940年秋からの農村女子教育クラスの開校を計画した。同年夏、連合キリスト教伝道団はアメリカへの帰国と休暇を勧めるが、ヴォートリンはこれを固辞し、さらに疲労と倦怠を深めた。同年9月にヨーロッパ対戦が勃発してドイツ・イタリアの大攻勢が続き、勢いづいた日本が中国侵略を拡大させ、戦争の惨禍が世界に広がったことで更に絶望的になった。
1940年3月上旬、上海でのキリスト教宗教教員者の大会に出席した際、上海の街で、豪華で享楽的な生活を楽しむ多くの中国人女性の姿を見て衝撃を受けたことが抑鬱症状の引き金となり、同年3月30日に汪兆銘が国民政府（傀儡）の成立を宣言したことが追い討ちをかけた。同年4月14日の「わたしの気力はもう消滅しそうだ。わたしはもうこれ以上前に進むことはできないし、仕事の計画を立てることもできない。あらゆる方法にはかならずなんらかの障害が立ちはだかっているように思える」との記述が最後の日記となった。
それ以後、抑鬱症状は更に深刻になり、同年5月14日、親友で学院の教師キャサリン・サザランドとマギー牧師が付き添って、精神治療の為に米国に帰国。その後、精神療養施設での療養生活、病状回復と自殺未遂を繰り返し、1941年5月14日、インディアナポリスの連合キリスト教伝道団の秘書のアパートの台所でガス自殺を図り、55歳で死去した。遺書に「私の中国での伝道は不成功に終わった」と、走り書きされていたという。